# Extended memory

Extended memory je nad hranicí 1 MiB.

Extended memory (XMS) je v informatice označení pro přístup k operační paměti počítače nad hranicí 1 MiB při provozování systému DOS na procesorech Intel 80286 a novějších. Standard EMS umožnil používat v systému DOS paměťově náročnější programy, jako například starší řadu Microsoft Windows.

## Charakteristika
Procesory Intel 8086 a kompatibilní mohly přímo adresovat pouze 1 MiB RAM, protože používaly 20 adresních linek (220 = 1048576 bajtů). Operační systém DOS běžel v tomto reálném režimu, a proto nebylo možné přímo adresovat paměť nad hranicí 1 MiB. Správce paměti (extended memory manager, XMM), jako například HIMEM.SYS, poskytovaly standardizované rozhraní eXtended Memory Specification (XMS) a tuto paměť zpřístupňovaly tím, že využívaly pokročilého chráněného režimu procesorů Intel 80286 a novějších a mapovaly vždy část této paměti do jinak nevyužívané části vrchní paměti (mezi adresy 640 KiB a 1 MiB). Programátor mohl pomocí XMS rozhraní přepínat mezi aktuálně zpřístupněnými úseky.